# La Fayette (Alabama)
La Fayette – miasto w stanie Stanach Zjednoczonych, w stanie Alabama, stolica hrabstwa Chambers.

## Demografia
W 2008 liczyło 3054 mieszkańców. W 2023 liczba mieszkańców spadła do 2625 osób, a gęstość zaludnienia do 114,6 osoby/km².